# Entomacrodus cymatobiotus
Entomacrodus cymatobiotus és una espècie de peix de la família dels blènnids i de l'ordre dels perciformes.

## Morfologia
- Els mascles poden assolir 2,7 cm de longitud total.[3][4]

## Reproducció
És ovípar.

## Hàbitat
És un peix marí de clima tropical i associat als esculls de corall.

## Distribució geogràfica
Es troba a les Illes Carolines, Illes Marshall, Kermadec, Illes de la Línia i les Tuamotu.